# Achatinella buddii
Achatinella buddii es una especie extinta de molusco gasterópodo de la familia Achatinellidae en el orden de los Stylommatophora.

## Distribución geográfica
Fue  endémica del Archipiélago de Hawái.